# Distrito de Purulia
Purulia (en bengalí: পুরুলিয়া জেলা) es un distrito de la India en el estado de Bengala Occidental. Código ISO: IN.WB.PU.
Comprende una superficie de 6 259 km².
El centro administrativo es la ciudad de Purulia.

## Demografía
Según censo 2011 contaba con una población total de 2 927 965 habitantes, de los cuales 1 430 309 eran mujeres y 1 497 656 varones.